# Barnala
Barnala est le chef lieu du district de Barnala dans l’État du Pendjab en Inde.
Sa population était de 116 449 habitants en 2011.